# Knud Zimsen

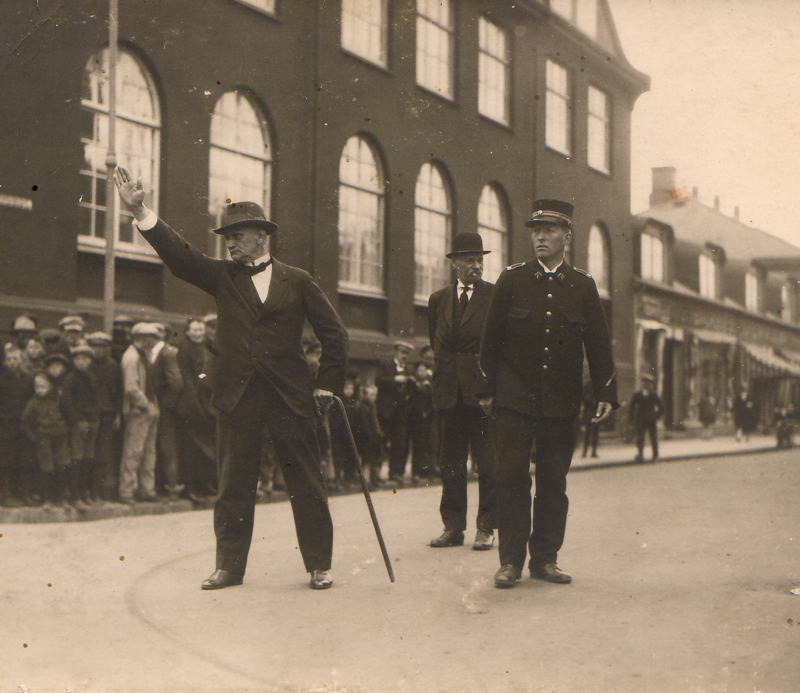
Knud Zimsen (links) regelt im Sommer 1925 den Verkehr auf der Austurstræti in Reykjavík.

Knud Zimsen (* 17. August 1875 in Hafnarfjörður; † 15. April 1953 in Reykjavík) war ein isländischer Politiker. Er war 18 Jahre lang Bürgermeister der isländischen Hauptstadt Reykjavík und bekleidete dieses Amt damit länger als jeder andere. Davor ebenso wie auch anschließend war der studierte Bauingenieur dank seiner breit gefächerten Tätigkeitsfelder und zahlreicher Posten in Entscheidungsgremien umfassend im politischen, wirtschaftlichen, kulturellen und sozialen Leben der Stadt engagiert. Rückblickend wird er heute als einer der national einflussreichsten Isländer in der ersten Hälfte des 20. Jahrhunderts betrachtet.

## Leben

### Herkunft, Ausbildung und Privatleben

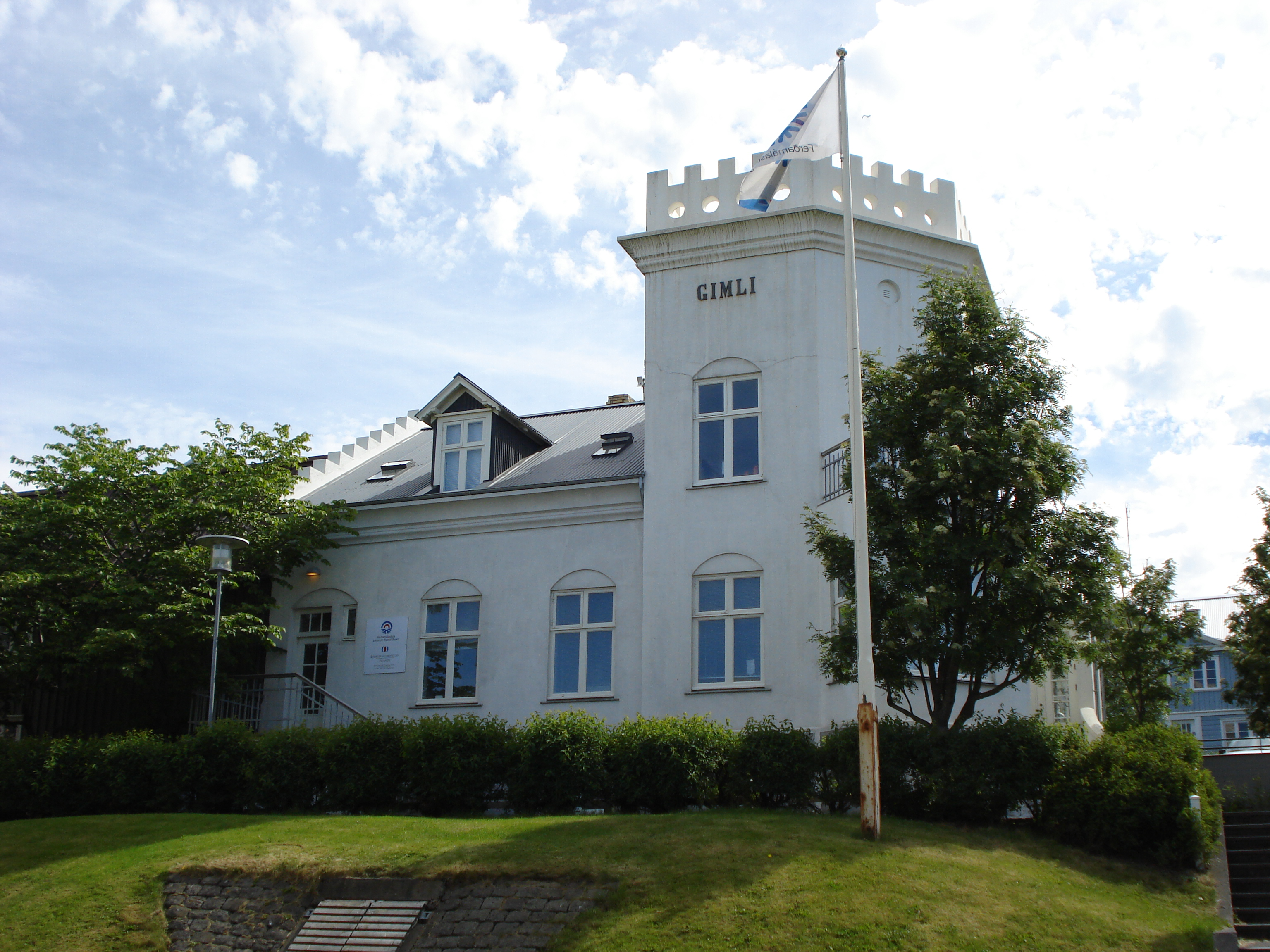
Das Gimli-Haus in Reykjavík, in dem Knud Zimsen mit seiner ersten Ehefrau Flora und ihrer gemeinsamen Pflegetochter von 1905 bis 1911 lebte.

Knud Zimsen kam als fünftes von zehn Kindern – und erster Sohn – des aus Dänemark stammenden Ehepaares Knud Due Christian Zimsen (1841–1906) und Anna Cathinca Jörgensen (1845–1921) zur Welt. Seine Mutter wuchs im jütländischen Randers auf. Sein Vater wurde in Kopenhagen geboren, zog bald mit seiner Familie nach Grenaa und schließlich 1855 nach Island. Er führte später ab 1866 einen Knudtzon-Laden in Hafnarfjörður und hatte die Oberaufsicht über einen weiteren in Reykjavík. Dort wirkte er zeitweise auch als städtischer Kämmerer. Christian und Anna hatten 1868 geheiratet.
Knud besuchte unter anderem die weiterführende Flensborgarskóli in Hafnarfjörður und erlangte im Frühjahr 1893 mit 17 Jahren den Abschluss an der Menntaskólinn í Reykjavík. Anfang August gleichen Jahres segelte er mit dem Schiff Lauru nach Kopenhagen. Dort nahm er ein Studium der Ingenieurwissenschaften auf, das er im Januar 1900 abschließen konnte – damit war er erst der dritte Isländer überhaupt, der in diesem Fach graduierte.
Am 9. November 1901 heiratete er Flora Marie Heintzelmann (1869–1927), mit der er zwar keine eigenen Kinder, aber Pflegetochter Ingibjörg (* 1903) hatte. Im Frühling 1902 zog das Paar nach Island. In Reykjavík ließ Knud Zimsen 1905 als Wohnsitz das markante Gimli-Haus errichten, in dem heutzutage das isländische Fremdenverkehrsamt seinen Sitz hat. Er und Flora legten einen großen Garten an, den sie liebevoll pflegten. 1911 verkauften sie das Haus jedoch, da ihnen der Unterhalt zu aufwendig wurde. Zwei Jahre nach Floras Tod ging Knud Zimsen 1929 mit Anna Sesselja Einarsdóttir (1893–1979) seine zweite Ehe ein, aus der mit Knút Hafsteinn (1931–1956) und Anna Jóhanna (1932–2014) zwei gemeinsame Kinder hervorgingen. Knud Zimsen war ein religiöser Mensch und maß dem christlichen Glauben in seinem Leben sehr viel Bedeutung zu.

### Berufsleben
Nach Abschluss eines Studiums gelang Zimsen in Kopenhagen anschließend auch der Einstieg ins Berufsleben, als er dort zunächst im Hafen auf verschiedenen Posten arbeitete und dann am Bau des städtischen Abwassersystems mitwirkte.
In Island arbeitete Zimsen annähernd dreißig Jahre in Diensten der Stadt Reykjavík. Bereits unmittelbar nach seiner Ankunft erwarb er sich binnen kurzer Zeit sowohl viel Einfluss als auch hohes Ansehen, was unter anderem an einer Ämterhäufung auf seiner Person deutlich wird.
Am 1. Mai 1902 ernannte man ihn zum bauwissenschaftlichen Berater (beziehungsweise kommunalen Bauingenieur und Bausachverständigen) des Stadtrates. Dieses Amt übte er bis 1907 aus. Zum 8. März 1903 gründete Zimsen die Sonntagsschule des Kristilegt félag ungra manna (KFUM) – des isländischen Ablegers des Christlichen Vereins Junger Menschen (YMCA) – und sollte für 30 Jahre deren Leiter bleiben. Es folgte im gleichen Jahr zusammen mit dem Kaufmann Sturla Jónsson, dem Steinmetz Valentínus Eyjólfsson, dem Kreisarzt Guðmundur Björnsson sowie dem Museumswärter Jón Jakobsson die Gründung der Baustofffirma Mjölnir. Für das dänische Island-Ministerium (die Insel war damals noch dänisches Territorium) analysierte Zimsen in einer Studie, ob sich der Bau einer Bekleidungsfabrik in Island lohnen würde. Er hatte ähnliche Werke bereits in Dänemark, Deutschland und Norwegen gesehen und urteilte positiv. Daraufhin wurde 1903 der privat finanzierte Betrieb Iðunni bei Rauðarárvíkin nahe Hveragerði eröffnet. Knud Zimsen war in beide Unternehmen involviert. Sie sollten dazu beitragen, eine wirtschaftliche Unabhängigkeit Islands zu etablieren, das bis dahin in vielen Wirtschaftsbereichen noch größtenteils auf Importe angewiesen war. Letztlich erwiesen sich beide Fabriken allerdings nicht als tragbar – Mjölnir war nicht langlebig und auch Iðunni ging 1914 in Konkurs. Als Bausachverständiger trieb Zimsen zudem intensiv den Hafenausbau voran und war einer der Initiatoren der ersten städtischen Telefongesellschaft.
Darüber hinaus war Knud Zimsen zeitweise auch als Gesundheitsbeauftragter der Stadt tätig. Ferner stand er als Präsident der Handwerkskammer vor und nahm als solcher am 30. Juli 1907 an einem Bankett mit dem dänischen König Friedrich VIII. teil, der nach Reykjavík gereist war. Zimsen fungierte auch als Vorsitzender der sogenannten Ingólfskommission, die über nahezu zwei Dekaden die Errichtung eines Denkmals für den Stadtgründer Ingólfur Arnarson organisierte. Die Statue konnte schließlich 1924 enthüllt werden. Im Sommer 1908 legte er zusammen mit dem dänischen Architekten Frederik Kiørboe (* 1878; † 1952) erste Pläne für die Gestaltung des Parks Hljómskálagarður vor, die ab 1914 mit der Pflanzung erster Bäume umgesetzt wurden. Ebenfalls 1908 wurde Zimsen in den Stadtrat gewählt; diesen Sitz behielt er zehn Jahre lang. Eine von Zimsens integralsten Entscheidungen während seiner Zeit als kommunaler Bauingenieur betraf die Wasserversorgung der Stadt: Er konzipierte die erste Hauptwasserleitung Reykjavíks. Nach seinem Ausscheiden aus dem Amt konnte die vom Fluss Elliðaár gespeiste Leitung nach dreijähriger Planungs- und Bauzeit am 16. Juni 1909 feierlich in Betrieb genommen werden.

### Amtszeit als Bürgermeister
Das Amt des Bürgermeisters von Reykjavík wurde 1907 geschaffen und im Folgejahr gingen beim Stadtrat zwei Bewerbungen für diesen Posten ein: Zum einen jene Zimsens und zum anderen die von Páll Einarsson (* 1868; † 1954), der damals Polizeichef und Ortsvorsteher in Hafnarfjörður war. Die Wahl am 7. Mai 1908 fiel mit zehn zu drei Stimmen zu Gunsten Einarssons aus, doch nach sechs Jahren trat Zimsen am 7. Mai 1914 dessen Nachfolge an. Bereits 1911 hatte er den Posten während einer Unpässlichkeit Einarssons kurzzeitig ad interim übernommen.
Während seiner mehr als 18 Regierungsjahre hat sich die Bevölkerung Reykjavíks von 13.771 zu Beginn auf 30.565 am Ende mehr als verdoppelt. Der Bürgermeister legte daher einen wesentlichen Fokus seiner Arbeit auf die architektonische und infrastrukturelle Modernisierung der rasch expandierenden Stadt. Gleichzeitig ist er aber auch durch zahlreiche Naherholungsprojekte und ökologisch-nachhaltige Maßnahmen in Erinnerung geblieben.
Kurz nach seiner Amtsübernahme verfügte er eine Teilung des Tjörnin: Über einen Damm wurde die Straße Skothúsvegur verlegt. Am gleichen See ließ er ab 1920 Schwäne ansiedeln, die noch heute zu den Hauptattraktionen Reykjavíks zählen. Bereits zwei Jahre zuvor hatte Zimsen 1918 ein Komitee ernannt, dass erstmals überhaupt den möglichen Bau eines Rathauses erörtern sollte. Letztlich kam es aber zu keiner Konstruktion. Außerdem setzte er sich im Vorfeld der Baumaßnahmen am Hauptgebäude der Universität Island für deren heutigen Standort ein. Während der Pandemie der Spanischen Grippe wurde Zimsen am 8. November 1918 von Premierminister Jón Magnússon zusammen mit dem Juraprofessor und ehemaligen Althing-Abgeordneten Lárus H. Bjarnason (* 1866; † 1934) sowie einer weiteren Person in ein Expertengremium berufen. Obwohl der Ausschuss auf Freiwilligenarbeit hilfsbereiter Bürger angewiesen war, verfügte er doch über ein beachtliches Budget. Das Trio sollte sich mit der Frage auseinandersetzen, wie in Zeiten der gravierenden Krankheitswellen die Lebensbedingungen der Isländer verbessert werden konnten. Namhafte Freiwillige, die den Ausschuss in dieser Zeit unterstützten, waren Meyvant Sigurðsson (* 1894; † 1990) und der Arzt Maggi Júlíusson Magnús (* 1886; † 1941). Die Arbeit des Gremiums gestaltete sich vielfältig: Man organisierte Besuche bei Bedürftigen, stellte Autos für Arztfahrten zur Verfügung, richtete im Gebäude einer Grundschule ein Kinderheim ein und baute ein spezielles Seuchenhospital mit 70 Betten auf, dessen medizinischer Direktor Þórður Sveinsson (* 1874; † 1946) wurde.
Zur Bürgermeisterwahl 1920 wurde eine Wahlrechtsreform beschlossen, der zufolge der höchste Stadtrepräsentant nicht mehr vom lediglich Stadtrat, sondern direkt von den Bürgern gewählt werden sollte. Nach einem hart geführten Wahlkampf setzte sich Zimsen mit 1760 Stimmen gegen seinen Herausforderer Sigurður Eggerz durch, der 1584 Stimmen erhalten hatte. 1926 stand Zimsen ohne Gegenkandidaten zur Wiederwahl und in Hinblick auf die Wahl 1930 wurde per neuem Gesetz die Entscheidung wieder dem Stadtrat übertragen, der Zimsen für eine vierte Legislaturperiode bestätigte. Ab 1930 trieb Knud Zimsen den aufwendigen und systematischen Ausbau des Geothermienetzes voran, das die Stadt mittlerweile vollständig versorgt. Zusammen mit dem Ratsherren Jónas Jónsson konzipierte er darüber hinaus den großen, städtischen Friedhof Fossvogskirkjugarður, der im Herbst 1932 eingeweiht werden konnte.
Allerdings hatte sich im Laufe des Jahres 1932 seine Gesundheit rapide verschlechtert. Zur medizinischen Rehabilitation nahm er eine dreimonatige Auszeit, in der er viel segelte. Es stellte sich jedoch keine Besserung ein. Aufgrund seiner akuten Erschöpfung rieten die Ärzte ihm zum Amtsverzicht. Dieser Empfehlung kam Knud Zimsen nach, als er im Alter von 57 Jahren zum 30. Dezember 1932 aus gesundheitlichen Gründen vom Posten des Bürgermeisters zurücktrat.

### Weiteres Leben
Auch in den folgenden Jahren blieb Zimsen der Stadt durch vielfältige Aktivitäten als sozial und kulturell engagierter Bürger erhalten. So zählte er beispielsweise am 13. September 1934 zu den Gründungsmitgliedern des Reykjavíker Rotary Clubs und amtierte als dessen erster Präsident. Ferner unterstützte Zimsen – wie bereits seit Jahrzehnten – weiterhin die Verbände Kristilegt félag ungra manna (KFUM) sowie Kristilegt félag ungra kvenna (KFUK) – die isländischen Ableger des Christlichen Vereins Junger Menschen (YMCA) und der Young Women’s Christian Association (YWCA).
Zwischen 1940 und 1948 saß er als Vorsitzender im Verwaltungsrat des von ihm initiierten Friedhofs Fossvogskirkjugarður und leitete darüber hinaus eine Kommission, die sich für den Bau einer neuen Friedhofskapelle einsetzte. Es war sein erklärtes Ziel, Bestattungen einfacher und kostengünstiger zu gestalten. Nachdem die Kapelle am 12. Dezember 1948 eingeweiht worden war, sah er seine Arbeit als erfüllt an und trat zurück.
In seinen letzten Monaten war Knud Zimsen, der noch zwei Bücher mit Lebenserinnerungen veröffentlichte, schwer krank und musste sich mehreren Krankenhausaufenthalten unterziehen. Zuletzt wurde er zuhause von seiner Frau gepflegt. Er starb im Frühjahr 1953 im Alter von 77 Jahren. Vier Jahre nach seinem Tod fertigte der bekannte isländische Bildhauer Sigurjón Ólafsson 1957 eine 60 Zentimeter hohe Bronzebüste von Zimsen an, die im Listasafn Reykjavíkur (de.: Kunstmuseum Reykjavík) ausgestellt ist.

## Publikationen
- Knud Zimsen, Lúðvík Kristjánsson: Við fjörð og vík. Endurminningar Knud Zimsens. Vaka-Helgafell, Reykjavík, 1948.
- Knud Zimsen: Úr bæ í borg. Nokkrar endurminningar Knud Zimsens um þróun Reykjavíkur. Vaka-Helgafell, Reykjavík, 1952.